# Xã Remer, Quận Cass, Minnesota
Xã Remer (tiếng Anh: Remer Township) là một xã thuộc quận Cass, tiểu bang Minnesota, Hoa Kỳ. Năm 2010, dân số của xã này là 189 người.